# Сумінек (Люблінське воєводство)
Сумінек (пол. Suminek) — частина села Немірувек-Колонія у Польщі, в Люблінському воєводстві Томашівського повіту, ґміни Тарнаватка.

## Історія
Первісним населенням Сумінека були русини-лемки, які компактно проживали на своїх історичних землях. 